# トム・マンキーウィッツ
トム･マンキーウィッツ（Tom Mankiewicz、1942年6月1日 - 2010年7月31日）は、アメリカ合衆国の脚本家・映画監督・映画プロデューサー。007シリーズの脚本で知られる。

## 来歴
ロサンゼルスに生まれる。父はジョゼフ・L・マンキーウィッツ、母はロサ・ストラドナー、伯父はハーマン・J・マンキーウィッツ、兄はクリストファー・マンキーウィッツ。イエール大学で演劇を専攻する。
1968年公開の『甘い暴走』の脚色で、初めて名前がクレジットされた。『007 ダイヤモンドは永遠に』で脚本のリライトに起用され、007シリーズに参加するようになる。その後、監督のリチャード・ドナーの依頼で映画『スーパーマン』の脚本のリライトに携わり、『スーパーマンII』にも参加するが、脚本家ではなくスクリプト・コンサルタントとクレジットされた。また、テレビシリーズ『探偵ハート&ハート』からは、監督も手がけるようになる。
2010年、膵癌で闘病の末、68歳で死去。

## 主な作品
- 甘い暴走（英語版） （1968年）
- 007 ダイヤモンドは永遠に （1971年）
- 007 死ぬのは奴らだ （1973年）
- 007 黄金銃を持つ男 （1974年）
- 鷲は舞いおりた （1976年）
- カサンドラ・クロス （1976年）
- 走れ走れ! 救急車（英語版） （1976年） 製作兼任
- スーパーマン （1978年） スクリプト・コンサルタント
- スーパーマンII （1981年） スクリプト・コンサルタント
- レディホーク （1985年）
- ドラグネット 正義一直線 （1987年） 監督兼任
- ジョン・キャンディの夢におまかせ （1987年） 監督
- 目撃証人 （1993年） 監督